# 1,1-Дихлоретан
1,1-Дихлоретан — хлорорганічна сполука, прозора безбарвна рідина із запахом хлороформу, погано розчинна у воді, добре — в органічних розчинниках. Легко випаровується. Виготовляють у значних обсягах для потреб хімічного синтезу.

## Отримання
Основний спосіб промислового отримання — хлорування хлористого етилу:
{\displaystyle {\mathsf {CH_{3}CH_{2}Cl+Cl_{2}\rightarrow CH_{3}CHCl_{2}+HCl}}}
Лабораторний спосіб
{\displaystyle {\mathsf {CH_{3}CHO+PCl_{5}\rightarrow CH_{3}CHCl_{2}+POCl_{3}}}}

## Застосування
- 1,1-дихлоретан використовують як проміжну сполуку в синтезі 1,1,1-трихлоретану(інші мови) та низки інших органічних хімічних продуктів;
- як розчинник для пластмас, жирів, олій, як знежирювальний агент, як екстрагент;
- для затвердіння каучуків;
- як фумігант в інсектицидних аерозолях;
- застосовувався в хірургії як інгаляційний анестетик;
- для флотації руди;
- застосовується для підвищення активності каталізатора риформінгу бензинів[2].

## Безпека
- Пара дихлоретану важча за повітря і може стелитися по землі; можливе займання на відстані. Температура спалаху: −6 °C, температура самозапалювання: 458 °C. Межі займання в повітрі 6,20-16,90 об. %.
- При нагріванні та при спалюванні утворюються токсичні та їдкі випари, зокрема, фосген та хлороводень. Бурхливо реагує зі сильними окисниками, лужними та лужноземельними металами, порошками металів з небезпекою пожежі та вибуху. Агресивний до алюмінію, заліза та поліетилену. Контакт із сильними каустиками викликає утворення вогненебезпечного та токсичного ацетальдегіду.
- Нормативи для робочої зони: гранична межа концентрації 405 мг/м³.
- Імовірно, канцерогенний. Вражає нирки та серце.
- В атмосфері період напіврозкладання близько 62 днів, переважно за реакцією з гідроксильними радикалами.

У воді та ґрунті не накопичується через високу леткість.

### Метаболізм
Токсична дія 1,1-дихлоретану приблизно в 5 разів слабша, ніж у 1,2-дихлоретану. Продуктами метаболізму 1,2-дихлоретану в організмі є монохлороцтова та щавлева кислоти (метаболізм 1,1-дихлоретану проходить через стадію утворення оцтової кислоти, токсичність якої в експерименті на тваринах у 40 разів менша за токсичність монохлороцтової кислоти, що, мабуть, пояснює меншу токсичність 1,1-дихлоретану). При потраплянні в організм у невеликих кількостях під час пиття хлорованої води, виводиться з організму переважно у незмінному вигляді з диханням протягом 2-х днів. Метаболізм практично не вивчений, тому що при потраплянні в організм тварин у значних кількостях (16000 ppm) викликає отруєння з подальшим летальним кінцем. Інші дослідження показують, що тривала дія високих концентрацій 1,1-дихлоретану викликає захворювання нирок.